# 154587 Ennico
154587 Ennico è un asteroide della fascia principale. Scoperto nel 2003, presenta un'orbita caratterizzata da un semiasse maggiore pari a 2,8602100 au e da un'eccentricità di 0,0473959, inclinata di 3,11619° rispetto all'eclittica.